# 伊斯兰教在印度尼西亚的传播
伊斯兰教到达印度尼西亚以及伊斯兰教在印度尼西亚的传播的历史，并不是清晰明确的。一种理论声称，伊斯兰教是在9世纪之前，直接从阿拉伯到达印度尼西亚的，而另一种理论却将伊斯兰教的到达归功于苏非派商人及宣教者们：在12或13世纪，这些人要么是从印度的古吉拉特，要么是直接从中东，将伊斯兰教带到了印度尼西亚群岛。而在伊斯兰教到来之前，印度尼西亚的主流宗教是印度教（尤其是其湿婆信仰传统）和佛教。
起初，伊斯兰教的传播是缓慢而逐步的。尽管相关的史学文件并不完善，然而有限的证据暗示了在15世纪，伊斯兰教的传播加快了步伐。与此同时，位于今天的马来西亚的马来半岛上的马六甲苏丹国的军事实力也正在快速提升，而其他的伊斯兰教苏丹国们在诸多因素的帮助下，也支配了这一地区。这些因素包括一幕幕的穆斯林政变事件——比如1446年的政变，包括穆斯林的战争，还包括穆斯林对海上贸易及终极市场的较大控制。在1511年期间，托梅·皮雷斯在北爪哇海岸发现了万物有灵论者和穆斯林。一些统治者是伊斯兰化的穆斯林，其余的则遵循旧的印度教和佛教传统。在马打兰的阿贡苏丹统治期间，印度尼西亚的大多数旧印度教-佛教王国都至少已经名义上地皈依了伊斯兰教。在1605年，望加锡成为了最后一个如此做的国家。在满者伯夷帝国毁灭后，巴厘成为了从爪哇逃难而来的印度教上层阶级——婆罗门——以及他们的追随者们的避难所。这些人因此将爪哇的印度教文化转变到了巴厘。印度教与佛教仍然存在于东爪哇的一些地区，并且在这些地方，它们还与万物有灵论相融合。它们的传统也仍在东爪哇和中爪哇持续，而早先在中爪哇，它们还曾有过动摇。在印度尼西亚的其他岛屿中的一些遥远的地区，万物有灵论也被人们所遵从。
伊斯兰教在印度尼西亚东部岛屿的传播在1605年被记载了下来。当时，有三位来自望加锡的虔诚的伊斯兰教男子，他们被合称为“拿督塔卢”。他们是达托里·班当（阿卜杜勒·马克穆尔或哈蒂布·通加尔）、达托里·帕蒂芒（苏莱曼·阿里或哈蒂布·苏隆）及达托里·蒂罗（阿卜杜勒·查瓦德或哈蒂布·邦苏）。根据克里斯蒂安·佩尔拉斯（Christian Pelras）（1985年）所述，“拿督塔卢”让戈瓦和塔洛的国王皈依了伊斯兰教并将他们的名字改为了“穆罕默德苏丹”。
伊斯兰教的传播起初是被不断增长的贸易所驱使的。这些贸易联系着群岛以外的世界。贸易者们和那些大型王国的王族成员们通常是第一批皈依伊斯兰教的人。在这些国家中，处于优势地位的王国们包括中爪哇的马打兰，以及东边的马鲁古群岛的特尔纳特苏丹国和蒂多雷苏丹国。到13世纪末时，伊斯兰教已经在苏门答腊北部确立；到14世纪时，已经确立于马来半岛东北部、文莱、菲律宾南部及东爪哇的一些朝臣之中；到15世纪时，则已经确立于马六甲和马来半岛的其他地区。尽管已被知晓的是，伊斯兰教的传播始于印度尼西亚群岛的西部，然而零碎的证据却暗示并没有一股皈依的滚滚浪潮贯穿了各相邻的区域；相反地，这些证据却暗示了这一过程是复杂而缓慢的。
尽管伊斯兰教的到来在印度尼西亚历史中是最重要的发展阶段之一，然而相关的史学证据却是零碎的，并且普遍信息量不足，以至于只能有限地弄清楚伊斯兰教是如何到达印度尼西亚的。关于印度尼西亚人的信仰转变，有哪些结论可以被推断出来，这在学者们之中有着相当大的争论。:3至少在伊斯兰教传播过程的较早阶段，关于它的传播的主要的证据是一些墓碑和一些旅行者们的记述，但是这些证据只能显示土生土长的穆斯林们在某一时期位于某一个地点。这些证据并不能解释那些更复杂的事件，例如人们的生活方式是如何被这一新宗教影响，或者这一宗教对社会各界的影响有多么深。伊斯兰教传入印度尼西亚的过程不可能是教随君定：比如说，因为一位统治者被知道是一名穆斯林，这一地区就接受伊斯兰教了。如果是这样的话，这一地区的伊斯兰化的过程就是完整的了。相反地，在印度尼西亚，伊斯兰化的过程是连续不断的，并且持续到今天也是如此。然而，在伊斯兰教的传播过程中，出现过一个明显的转折点，在当时，爪哇的印度教徒国家满者伯夷陷落在了伊斯兰化的淡目苏丹国手中。在1527年，穆斯林统治者将新征服的巽他格拉巴重命名为了“查雅加达”（意为“珍贵的胜利”），而它的名字最终被缩为了“雅加达”。随着这场征服，同化也快速地增加了。

## 早期历史
:3在古迹的发掘与保护的资源分配方面，印度尼西亚的殖民地政府和共和国政府都已偏爱了爪哇的那些印度教和佛教遗址，却更少地重视印度尼西亚的早期的伊斯兰教历史。公共的和私人的资金，都被花费于新清真寺的建造，而不是对旧清真寺的勘查。

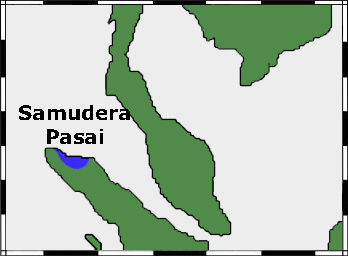
萨穆德拉帕赛苏丹国地图

在伊斯兰教在印度尼西亚公众中确立之前，穆斯林贸易者们已经出现了几个世纪了。里克莱夫斯（Ricklefs）（1991年）确认了印度尼西亚的伊斯兰化中发生了的两个部份重叠的过程：（1）印度尼西亚人参与了与伊斯兰教的接触并皈依了伊斯兰教，以及（2）外来的亚洲穆斯林们（印度人、中国人、阿拉伯人等）定居于印度尼西亚并与当地公众混合。从伊斯兰教时代的早期开始，伊斯兰教就被认为已经出现在了东南亚。从伊斯兰教的第三位哈里发奥斯曼（644-656）的在位时期起，穆斯林特使与商人们便开始抵达中国，而他们肯定从伊斯兰世界途经了印度尼西亚的海上道路。从904年到12世纪中期，在这期间，阿拉伯的特使们被认为已涉入了苏门答腊的贸易国家室利佛逝，而这一过程也应该贯穿了印度尼西亚人与伊斯兰教的接触的过程。
关于印度尼西亚群岛的最早的记述可以追溯到阿拔斯哈里发国时期。根据那些早期的记述，印度尼西亚群岛在早期的穆斯林船员中十分有名，这主要是因为它有大量的珍贵的香料贸易商品，例如肉豆蔻、丁香、山奈和许多其他的香料。
不过，外国穆斯林在印度尼西亚的出现并没有显示出很大程度上的地方性的信仰转变，或者地方性的伊斯兰国家的建立。:3伊斯兰教在印度尼西亚的早期的传播的最可信的证据来自于墓碑的碑文和数量有限的旅行者的记述。在那些有着字迹清晰的铭文的墓碑之中，最早的一块来自回历475年（公元1082年）。然而，因为它属于一位不是印度尼西亚人的穆斯林，所以说关于它是不是在之后的某个时候被运送到爪哇来的，这是有疑问的。关于印度尼西亚人穆斯林的第一个证据来自苏门答腊北部；马可·波罗在1292年他在从中国回家的路上，至少报道过一座穆斯林城镇；而关于穆斯林王朝的第一个证据则是一块墓碑。它来自回历696年（公元1297年），属于马利克·萨利苏丹。他是萨穆德拉帕赛苏丹国的第一位穆斯林统治者。此外，进一步还有别的墓碑，它们表明了持续不断的伊斯兰教统治。沙斐仪派思想在后来支配了印度尼西亚。而关于沙斐仪派思想的出现，则曾在1346年被摩洛哥旅行者伊本·白图泰所报道过。在其旅行日志中，伊本·白图泰写道，萨穆德拉帕赛的统治者是一位穆斯林，并且他以最大的热诚履行他的宗教职责。他使用的是沙斐仪的思想学派，跟伊本·白图泰在印度所见过的那些学派有着相似的习俗。

## 郑和下西洋的影响

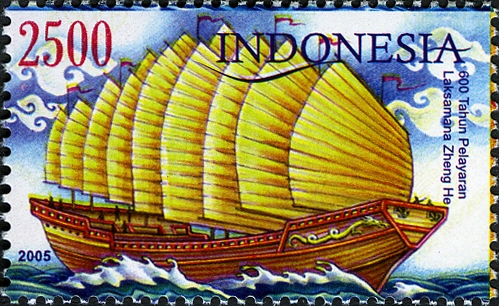
纪念郑和航海的印度尼西亚邮票。郑和的航海保障了海路的安全，开创了城市化，并帮助创造了共同繁荣。

郑和的一项成就是让华人穆斯林社群定居在了巨港，以及爪哇岛、马来半岛和菲律宾的沿岸地区。这些穆斯林据称遵循的是使用中文的哈乃斐派。这一华人穆斯林社群由颜英裕哈只所领导，他鼓励他的追随者们被同化以及取当地的名字。
郑和（1371-1433或1435），本名马和，是中国明朝早期的一名回族宫廷太监、水手、探险家、外交官，以及舰队队长。从1405年到1433年，郑和指挥了到东南亚、南亚、西亚和东非的航海远征。他的大船们长度达到了400英尺（121.92米）[相比之下，哥伦布的圣玛利亚号是85英尺（25.908米）]。这些船有着四层甲板，共运载了数百名船员。郑和曾帮助过永乐皇帝篡位。作为永乐皇帝的亲信，他升到了帝国统治集团的顶端，并作为南方首都南京（首都之后被永乐皇帝迁到了北京）的指挥官而进行服务。郑和的航海在中国官方的史书中被长久忽视，但是自从梁启超的《祖国大航海家郑和传》在1904年出版之后，便变得中外闻名。在那之后不久，这位航海家留下的一根三种语言的石柱就在斯里兰卡岛被发现了。

## 按地区
最初被相信的是，伊斯兰教渗透入印度尼西亚社会是主要以和平的方式，而从14世纪到19世纪末，这片群岛几乎没见到过有组织的穆斯林传教活动。之后，学者们的研究结果们说，爪哇的一些部分，即巽他人的西爪哇，以及东爪哇的满者伯夷王国，是被爪哇穆斯林们征服的。印度教徒-佛教徒的巽他人王国帕查查兰是在16世纪的穆斯林征服活动中被征服的，而东爪哇的穆斯林的海岸部分和印度教徒-佛教徒的内陆部分则经常打仗。:8伊斯兰教的有组织的传播也是明显的，那就是“九圣”（九位神圣的元老）的存在。他们的一项成就就是在这一时期让印度尼西亚伊斯兰化。

### 北苏门答腊

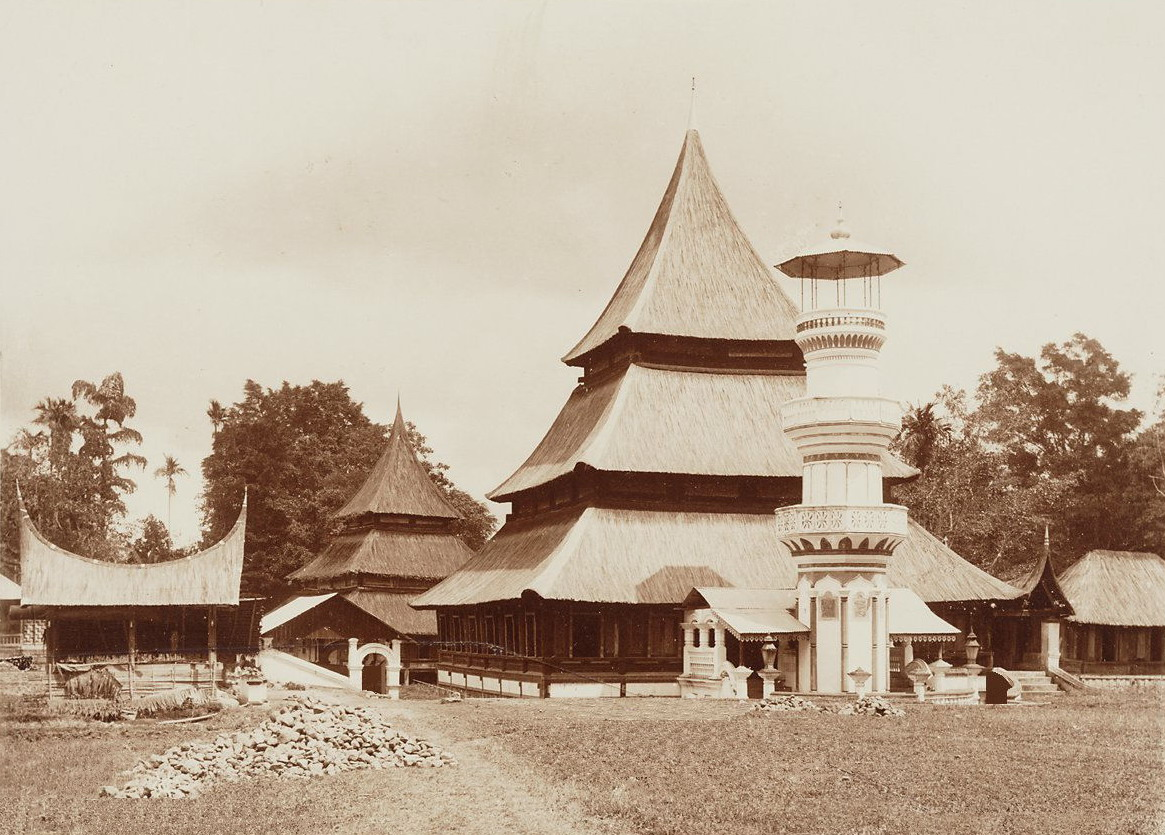
位于西苏门答腊的带有米南卡保传统建筑风格的清真寺

证明了持续的文化过渡的更为坚实的证据来自两个14世纪晚期的墓碑。它们来自北苏门答腊的米涅图佐，都有着伊斯兰教的铭刻，但是一个用的是印度式的字体，另一个则是阿拉伯式的。从14世纪开始，文莱、登嘉楼（马来西亚东北部）和东爪哇的墓石们成为了伊斯兰教传播的证据。在登嘉楼的墓石中，比起阿拉伯文字，梵文更处于一个优势地位，这暗中表示了伊斯兰教法的引入。根据郑和的年代史编者兼翻译马欢写的记述《瀛涯胜览》（1433年）：“苏门答腊北部的主要国家们都已经是伊斯兰教苏丹国。在1414年，他造访了马六甲苏丹国。其统治者伊斯坎德尔·沙是位穆斯林并且他的子民们也是，并且他们是非常严格的信徒。”
佐汉·夏（Johan Syah）苏丹的孙子菲尔曼·夏（Firman Syah）苏丹的墓石位于坎蓬潘德（Kampong Pande）。墓石上面的铭文宣称，班达亚齐是亚齐达鲁萨兰王国的首都，而这块墓石是在佐汉·夏苏丹击败了首都是班达尔拉穆里（Bandar Lamuri）的印度教徒和佛教徒的因德拉普尔巴（Indra Purba）王国之后，由这位苏丹在回历九月一日星期五（1205年4月22日）建造的。北苏门答腊进一步有伊斯兰教国家建立，可由15世纪晚期和16世纪的墓穴们来证明。它们包括珀迪尔（Pedir）的第一位和第二位苏丹的墓穴：穆扎法尔·夏（Muzaffar Syah）（埋葬于1497年）的和马鲁夫·夏（Ma'ruf Syah）（埋葬于1511年）的。亚齐成立于16世纪早期，并且将在之后成为最强大的北苏门答腊国家和整个马来群岛的最强大的国家之一。亚齐帝国的首位苏丹是阿里·穆格哈亚特·夏，他的墓石被确定属于1530年。
葡萄牙药剂师托梅·皮雷斯从1512年到1515年造访了爪哇和苏门答腊。他的书为他对这两个地方的观察提供了文件。这本书被视为关于伊斯兰教在印度尼西亚的传播的最重要的原始资料之一。在1520年，阿里·穆格哈亚特·夏开始了意图控制苏门答腊北部的军事活动。他征服了达亚（Daya）并让当地人民屈服于伊斯兰教。进一步的征服向下延伸到了东部海岸，比如皮迪耶和帕赛吞并了一些产胡椒和产黄金的地区。这些地区的新增部分最终在这个苏丹国内部导致了国内紧张局势，因为亚齐的强大在于它是一个交易港口，它的经济利益随生产港口的利益的变化而变化。
在这一时期，根据皮雷斯的记述，大多数苏门答腊王国都是穆斯林；从亚齐，向南沿着东海岸到巨港，统治者们都是穆斯林，而巨港的南部，以及苏门答腊南端周围，还有向上到西海岸，这些地方的统治者们大多都不是穆斯林。在其他的苏门答腊王国，比如帕赛和米南卡保，其统治者是穆斯林，而在那一阶段，他们的臣民和邻近地区的人民则不是穆斯林。不过，据报道，这一宗教当时正在不断地获得新的拥护者们。
在葡萄牙殖民地居民们到达之后，对香料贸易的控制也变得局势紧张。在那之后，亚齐人的苏丹阿劳丁·卡哈尔（1539-1571）在1564年派出了使者去找奥斯曼帝国苏丹苏莱曼大帝，请求土耳其支援对抗葡萄牙帝国。奥斯曼人之后派遣出了他们的海军将官库尔多卢·赫泽尔·雷伊斯。他带着一支22艘战舰的部队扬帆起航。这些船只运载了士兵、军事装备和其他的补给。根据葡萄牙海军将官费尔南·门德斯·平托所写的记述，第一支抵达了亚齐的奥斯曼舰队是由一些土耳其人组成的，并且他们大部分是来自那些印度洋港口的穆斯林。

### 东苏门答腊与马来半岛
马六甲苏丹国大约是在15世纪初由拜里迷苏剌苏丹建立的。这个重要的马来人的贸易国家是东南亚群岛的最重要的贸易中心，它也是外国穆斯林的一个中心，而且它由此成为了伊斯兰教传播的一个支持者。拜里迷苏剌本人也闻名于他皈依了伊斯兰教，并且在中国回族舰队队长郑和到来之后，他改名为了伊斯坎德尔·沙。从马六甲到别的地方，都有墓碑幸存下来。这些墓碑不仅显示了伊斯兰教在马来群岛的传播，还显示了与这一宗教相关的一些文化以及在15世纪晚期的他们的统治者们。

### 中爪哇与东爪哇

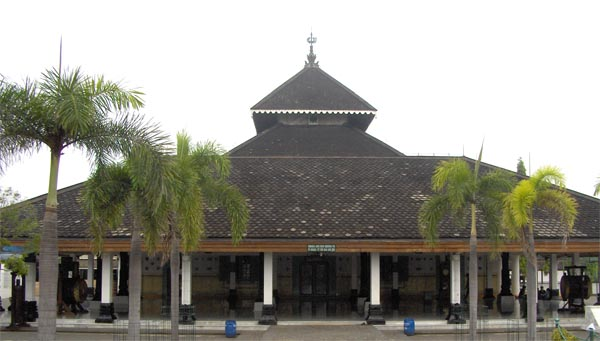
淡目的大清真寺。淡目国是爪哇的第一个穆斯林国家。

在东爪哇，回溯到1369年，有一系列的大量的墓碑，它们是以古爪哇文铭刻的，而不是以阿拉伯文。这表示了这些墓碑几乎无疑是爪哇人的，而不是外国穆斯林的。这些墓穴有着精巧的装饰物，并且它们接近于之前的那个印度教徒-佛教徒的国家满者伯夷的首都的旧址，因此达迈（Damais）推断出，这些墓穴属于一些非常卓越的爪哇人，也许他们甚至是王室成员。这暗示了当印度教徒-佛教徒的满者伯夷处于它的鼎盛之时，一些爪哇精英在这一时期接受了伊斯兰教。
里克莱夫斯（1991年）主张称，这些东爪哇的墓碑，坐落于非沿海的满者伯夷，时间上也属于非沿海的满者伯夷，所以爪哇的伊斯兰教发源于海岸这一长期被持有的观点受到了他的怀疑，而伊斯兰教表现为这个王国的政治上和宗教上的对立者，这一观点也受到了他的怀疑。满者伯夷在政治上和贸易上都接触到了很远的地方，这样的一个王国应该几乎无疑地同穆斯林贸易者们有着接触。不过，这个王国的老于世故的朝臣们被商人们的一种宗教所吸引，这种可能性是存在着相关推测的。确是如此，信奉神秘主义的苏非派穆斯林导师们，被认为是改变爪哇宫廷精英的宗教信仰的更可能的代理人。苏非派的导师们可能会宣称有超自然的能力（“圣迹”），而对于印度教和佛教的神秘主义观点，爪哇宫廷精英们长期都有着友好的态度。:5
中爪哇与东爪哇，是爪哇族人生活的地方，而居于东爪哇内地的达哈的印度教徒-佛教徒国王仍然宣称这些地方归他所有。不过，像泗水这样的海岸地区，已经伊斯兰化并且经常和除了厨闽之外的内地地区交战，而厨闽仍然对印度教徒-佛教徒国王保持着忠心。海岸地区的一些穆斯林领主们，都是皈依了的爪哇人，或者华人、印度人、阿拉伯人和马来人穆斯林，这些人已经在海岸地区定居并且建立了他们的贸易国家。穆斯林海岸和印度教徒-佛教徒内地的这场战争在淡目苏丹国攻陷了满者伯夷之后，仍然持续了很久，而且在两个地方都接受了伊斯兰教之后，双方的仇恨也仍然持续了很久。:8
爪哇北海岸的人们何时接受了伊斯兰教，这是不清楚的。中国的永乐皇帝的外交使节，华人穆斯林马欢，在1416年造访了爪哇海岸并在他的书《瀛涯胜览》（1433年）中报道说，爪哇只有三种类型的人：来自西部的穆斯林、华人（一些是穆斯林）以及异教徒爪哇人。由于东爪哇的那些墓碑是五十年前的那些爪哇穆斯林们的，所以马欢的报道表明了，在海岸爪哇人接受伊斯兰教之前，伊斯兰教也许确实已被爪哇的朝臣们接受了。
有一块属于回历822年（公元1419年）的早期穆斯林墓碑在东爪哇的港口锦石被发现。这块墓碑记录了马利克·易卜拉欣的埋葬。:241虽然它出现了，但是马利克·易卜拉欣是一位非爪哇人的外来人，所以这块墓碑并不能为海岸爪哇人的信仰转变提供证明。不过，根据爪哇人的传说，马利克·易卜拉欣是爪哇伊斯兰教中的最早的九位传道先驱（“九圣”）之一。然而关于这一传说，并没有文献证据存在。在15世纪晚期，爪哇的强大的满者伯夷帝国正处于它的衰落期。在已经输了若干次战役之后，爪哇的这个最后的印度教徒王国在1520年陷落在了正在崛起的伊斯兰化的淡目王国手中。

### 九圣的宣教
问题在于：为什么伊斯兰教只在40到50年的时期内，能够在爪哇被如此普遍地接受，相反在此之前，伊斯兰教的发展却十分艰难？九圣的宣教的成功的一个重要的关键因素是，九圣如何将一个被遗弃了的满者伯夷文明发展为一个根源在满者伯夷但却有着伊斯兰教的特色的新文明。例如，直到淡目时代早期为止，社会都被分为两大群体。比如在满者伯夷时代就是这样。第一个是领主群体，也就是生活在宫殿里的人们。第二个是臣民群体，也就是生活在宫殿外的人们。
领主（Gusti）意为主人，臣民（Kawula）意为奴隶或仆人，他们只有租赁权，没有所有权，因为所有权只属于那些有着“领主”这一社会地位的人们。在满者伯夷时代，所有的财产都归宫殿（政府或国家或王国）所有。并且，如果王国想给一名臣民奖赏，那么按照国王的命令，这个人会被给予封地（Sima或Perdikan）。这也意味着，如果他当过一名臣民，那么他的社会地位将会提升，并且他将成为一名领主，而且他也会有所有权，因为他被给予了封地。
九圣群体，尤其是西蒂哲纳尔教长与苏南·卡利查加，在文化与社会结构中创造了一个新的观点。从“领主与臣民”的文化与社会结构开始，他们引入了新的社群结构，这就是“公众”（Masyarakat）。它衍生自阿拉伯语术语“联营”（Musharakah），这个术语的意思是平等且共同合作的社群。古爪哇语的词汇中缺少“公众”（Masyarakat）、“民众”（rakyat）等术语，便证明了这一点。“公众”是一个新的术语，是九圣在他们宣教的时期带来的。
九圣所使用的方法之一是改变社会的心态。有着“领主”这一社会身份的人们自称为：intahulun、kulun或ingsun。而有着“臣民”这一社会身份的人们自称为：kula或kawula（爪哇语），abdi（巽他语），saya或sahaya（苏门答腊语），hamba或ambo（米南卡保语）。九圣改变了所有的那些暗示了“奴才”含义的自我称呼或称号，并将之替换为ingsun、aku、kulun或awak等词语以及其他的称呼。这些词语不会表示出奴隶或者较低等的社会地位的人们的身份。这就是九圣的社会概念，平等且共同合作的社会或社群，这样的群体没有任何的歧视，也不区别对待国民阶级之间的自称词语，比如说“领主与臣民”。这样的社会概念便是“公众”（Masyarakat）。在今日，为了显示对别人的尊重，kula、ambo、abdi、hamba、sahaya或saya等词仍然被使用，例如：对年长者、父母、陌生人等说话时。
在满者伯夷时期，除了领主阶级之外，人们并没有财产权，比如房屋、牛等的权利，这是因为它们全都属于宫庭。如果宫庭有意图，比如想要建造一座桥、一座庙或者要献祭，那么臣民阶级的孩子们就会被带走或者被牺牲掉。通过改变社会结构，臣民阶级最终能够拒绝这些，这是就是因为新社会系统的平等。
满者伯夷时代的爪哇人以极其傲慢自大而知名。他们的生活原则是“力量至上，权力至上，知识至上”（Adigang Adigung Adiguna）。他们以能够让别人顺从或蒙羞而十分得意。根据安东尼奥·皮加费塔的证明，在那个时期，没有人比爪哇人更加傲慢。如果他们在走路，而正好有来自别的民族的人也在更高的地方行走，那么此人就会被命令“下来”，而如果他拒绝，他就会被杀。这便是爪哇人的品性。所以在古爪哇语中，没有“输”（kalah）这个词。如果有人和别人有争斗，那么结果只有“赢”或“死”。如同马欢记录的，在爪哇，如果一个人用他的手碰了别人的头，或者在一桩买卖中有了关于金钱的争执，或者他们在撒酒疯时有了言语冲突，他们就会立即拔刀并相互捅刺。更强大的人便是赢家。当一个人被捅死了，如果杀人者逃跑了或者在暴露自己之前隐藏了三天，那么他便不用以命抵命；但是如果在捅人的时候他就被抓住了，他也会被立即捅死。这个国家没有鞭打之类的惩罚，无论犯的罪是大是小，人们都会用纤细的藤从背后绑住违法者的双手，并将他推开几步，之后他们拿出“不剌头刀”（belati）并向违法者的腰部或浮肋捅上一两刀，让他即刻死掉。根据这个国家的当地的习俗，没有一天没人被杀死。真是可怕。
九圣之后发展了“额安拉”（ngalah）一词。这个词并不是来自印度尼西亚语之类的语言中的“输”（kalah）这个词。它来自爪哇语的前缀“额”（ng），意思是“向着”（一个目的或一个目标），例如：ng-alas（向着森林）、ng-awang（向着云朵）。而额安拉意思就是“向着安拉”[顺从（tawakkal）]。“额安拉”这个词之后被爪哇语使用来表示避免冲突。爪哇人的傲慢的另一个证据也在中国使者孟琪到来时被描绘了下来。孟琪来传达他们的皇帝忽必烈汗的信息给新柯沙里的国王克尔塔纳加拉（葛达那加剌）。这个信息要求克尔塔纳加拉屈服于他们的帝国。而作为回应，中国使者孟琪被弄伤，被羞辱，并被克尔塔纳加拉送回了中国。（据说他的耳朵立刻被克尔塔纳加拉亲自割掉了。）在马都拉，“决斗”（Carok）这一术语也来自古代爪哇传统。在古爪哇语中，“决斗”（Carok）意为“打斗”，“英雄”（Warok）意为“斗士”；“肯·阿罗克”（Ken Arok）意为“斗士们的首领”。因此，九圣引入了一些新的词语，例如：sabar（耐心的）、adil（公正的）、tawadhu（谦逊的），还包括“额安拉”（ngalah）（避免冲突）。
九圣见到了印度教与佛教实际上只是被宫殿内的领主社会所信奉。宫殿外的全体民众普遍信奉的普通宗教是卡皮塔扬教，在这个宗教中，它的虔诚的信徒们崇拜的是桑赫扬塔亚（Sang Hyang Taya）。“塔亚”意为“空”（suwung）。卡皮塔扬教的神是抽象的，不可描述。桑赫扬塔亚被简单定义为“不可见，不可思，不可想，超越万物”（tan keno kinaya ngapa）。而桑赫扬塔亚的力量则被表现在许多地方，比如在石头上、在纪念碑上、在树上，以及在这世界的其他许多地方上。因此，他们在这些地方上面进行供奉，并不是因为他们崇拜石头、树、纪念碑或别的任何东西。他们将这样的行为视为他们对桑赫扬塔亚的奉献，而桑赫扬塔亚的力量被表现在所有的这些地方之上。
这个卡皮塔扬教，是古老的宗教，有考古学研究对它进行了调研。它的那些考古学方面的遗物、遗产在西方的术语中被叫作休眠的糙石巨柱、石棺，以及许多其他的东西。这些东西暗示了在这一地带有这一个古老的宗教。而根据荷兰历史学家的研究，这一宗教被归属为万物有灵论和物力论，这是因为它崇拜树木、岩石和灵魂。与此同时，根据马欢的记述，如此的实践被叫作无信仰者。
之后，当九圣在向这些地区传播伊斯兰教时，这些卡皮塔扬教的宗教价值观也被九圣吸收。这是因为卡皮塔扬教中的认主学概念在根本上与伊斯兰教中的认主学概念相同：在卡皮塔扬教中，“不可见，不可思，不可想，超越万物”（tan keno kinaya ngapa）这一术语与伊斯兰教中的“任何物不似象他”（laisa kamitslihi syai'un；《古兰经·第四二章 协商（舒拉）·11节》）有着同样相等的含义。
在引入伊斯兰教中的“礼拜”（Shalat）这一术语时，九圣也使用了“礼拜”（Sembahyang）（卡皮塔扬教中礼拜桑赫扬塔亚）一词。至于礼拜或祈祷的场所的术语，九圣还使用了卡皮塔扬教中的“工作室”（Sanggar）一词。这个词本来描绘的是一个四方的建筑物，它不像印度教或佛教的那样有着一些印度尼西亚式的雕像（arca）或普通的雕像，它的墙上有一个空洞，这个洞在卡皮塔扬教中是桑赫扬塔亚的标志。“祈祷室”（Langgar），这个卡皮塔扬教中的表示祈祷或礼拜的场所的词语，也被九圣使用来表示伊斯兰教中的清真寺一词。
在卡皮塔扬教中，也有着从早到晚不吃东西这种形式的仪式，它叫Upawasa或者Puasa或Poso。九圣没有使用伊斯兰教中的“禁食”或“斋戒”这类术语，而是使用了卡皮塔扬教中的Puasa或Upawasa这两个词语来描述这一仪式。在卡皮塔扬教中，“Poso Dino Pitu”这一术语意为在第二天和第五天的白天禁食，它相当于七天的禁食期。这非常类似于伊斯兰教中的在星期一和星期四禁食的形式。在伊斯兰教的“赈济”（Sedekah）观点之下，卡皮塔扬教中的“切姜黄饭仪式”（Tumpengan）这一传统也被九圣保留了下来。这就是“库斯都”（"Gus Dur"，印度尼西亚第四任总统）提到的“伊斯兰教本地化”（mempribumikan Islam）这一术语的含义。
在满者伯夷时代，有一个叫作“信任”（Sraddha）的仪式，是一种在一个人死后要被举行12年的仪式。在满者伯夷的历史中的一个时期，在满者伯夷的一位国王布赫勒·帕莫坦·桑·西纳加拉（Bhre Pamotan Sang Sinagara）的“信任仪式”期间，一个叫作姆普·塔纳孔（Mpu Tanakung）的诗人写下了《花舟之歌》（Kidung of Banawa Sekar）来描述这个仪式是如何被以满满的富丽堂皇执行的。之后，湖泊和海岸一带的社会用Sadran或Nyadran这两个词[来自“信任”（Sraddha）这个词]来称呼这个传统。九圣中来自占婆的人也带来了一些宗教传统，比如在某人死后的3天、7天、10天、40天和1000天的仪式。这是一个来自占婆的传统，而非一个本土的爪哇人的传统，也非印度教徒的传统，因为这些传统也存在与中亚的部分地区，比如乌兹别克斯坦和哈萨克斯坦。在占婆的传统的书籍中，这样的传统已经在很久的时间之前就已经存在了。
在满者伯夷的迷信观念的历史中，满者伯夷的人民知道的只有夜叉、毕舍遮、维维尔（Wiwil）、罗刹、乾闼婆、富单那、紧那罗、毗底耶陀罗、伊卢伊卢（Ilu-Ilu）、提婆衍尼、林主，以及祖先灵魂。满者伯夷的人民曾经非常理性。他们都是水手并且有机会认识来自全球各地的人们，比如日本、印度、中国、非洲、阿拉伯、太平洋和许多其他地方的人。在伊斯兰时代，当从占婆文化转移时，许多新的迷信事物也出现了，比如“包头僵尸”（裹尸布鬼）。这明显地来自穆斯林信仰，因为在满者伯夷，死者会被埋葬而且不会被盖上床单。另外还有许多其他的迷信事物，比如产妇鬼、小鬼，包括之后来到的“南海女王”（Nyai Roro Kidul）的传奇。
在九圣传教期间，伊斯兰教没有以任何武力进行传播，甚至没有流一滴血，只有在荷兰时代之后，尤其是在迪波内戈罗战争之后，荷兰人真地耗尽了资金，他们甚至因此欠下了数百万盾（Gulden）。并且甚至在迪波内戈罗王子被捕后，他的残党也从未屈服。在《谏义里编年史》（Babad Kediri）中，荷兰人最终解构了关于九圣的故事。在这部《谏义里编年史》之后，又出现了《达尔莫·甘杜尔与苏卢克·加托洛佐》（Darmo Gandul and Suluk Gatholoco）这部编年史书籍。写下了这部书的人叫作额阿卜杜勒（Ngabdullah），他来自东爪哇的巴蒂。他因为贫穷而丢失了这部书并脱离了伊斯兰教。他之后被重命名为基·通古尔·武隆（Ki Tunggul Wulung）并定居在了谏义里。
在那些随笔故事中，有许多故事是与史实相反的，比如1478年淡目攻打满者伯夷，以及虚构角色萨布多·帕隆·纳亚·根贡（Sabdo Palon Naya Genggong）的出现。此人发誓说，在这场攻击的500年后，满者伯夷将会卷土重来。而根据更可信、更古老的手稿，在那一年攻打满者伯夷的是吉林德拉瓦尔达纳（Girindrawardhana）国王，谏义里的印度教徒国王。而由于那个传说的非常强大的影响，苏哈托总统，印度尼西亚的第二任总统，变得信心十足，以至于在1978年（1478年的500年之后），他通过了“信仰支流”（Aliran Kepercayaan），以作为萨布多·帕隆关于满者伯夷复国的誓言的真实性的一个标志。
最终人们发现，荷兰人悄悄地写了他们自己的历史论说文来混淆穆斯林们的抗争，尤其是迪波内戈罗王子的追随者们的。荷兰人甚至创造了他们自己版本的《爪哇大地史》，它与原版的《爪哇大地史》有所不同。比如，《巽他之歌》的正文，描写的是布巴特战役的事件，据说加查·马达杀死了巽他国王和他的整个家庭。这便使得巽他人民对爪哇人民心怀怨恨。从相关历史记录回溯，《巽他之歌》的文本本身仅仅在1860年出现在巴厘，并且是按照荷兰人的命令书写的。巽他是一个大王国，如果这样的一个事件曾经真实地发生过，那么它肯定被巽他王国书写过。巽他王国在描写它的历史记录时，写得十分详细。即使在手写本《成为圣人的规则指导书》（Sanghyang Siksa Kanda ng Karesyan）中，巽他的传统也被写得十分详细。为什么在《巽他编年史》（Babad Sunda）中甚至一次都没有提到过如此一个大事件？这个事件本身在满者伯夷的编年史中从未被提到过，在其他的任何历史记录中也从未被提到过。这是荷兰人的又一个策略，目的是通过创造一个假历史来分裂社会。这就是荷兰人的“分裂与征服”政策的一部分。所有的这些扭曲的历史，它们肯定都来自于由迪波内戈罗战争之后的荷兰人所编写的一部脚本。
就冶金技术而言，在熔炼钢铁方面，举例而言，满者伯夷的人民已经掌握了创造满者伯夷的遗传物的能力。比如马来短剑、矛、箭，甚至“伐楼拿法宝”（barunastra），一种巨型的带尖的钢箭，其功能如同一枚水下鱼雷，当它被发射时，它能够使命中的船底被穿洞。淡目王国作为满者伯夷的后裔，有着创造一种大口径大炮的能力。这种大炮还被输出到马六甲、帕赛，甚至日本。日本人从淡目购买大炮的事实，资料来源于葡萄牙人的记录。在征服马六甲港期间，葡萄牙人获得了一个情报，它说马六甲的堡垒被补充了从爪哇进口的大型的火炮。当葡萄牙人刚刚从欧洲到来之时，他们的船只在接近马六甲港时被炮火赶走了。这件事的证据能够在万丹的苏罗索万堡（Fort Surosowan）被见到。在堡垒的前面，有一门叫作“基·阿莫克”（Ki Amok）的巨型大炮。人们能够进入到这门大炮的炮管里面，这便是对这门炮到底有多大的形象说明。甚至淡目王国的国家印章，仍然清楚地被依附在这门炮上。它是在哲帕拉被制作的。哲帕拉是淡目王国的一个地区，以其工艺而闻名。“大（的）炮”（bedil besar）和“大（的）炮（的）驱动者”（jurumudi ning bedil besar）这两个术语，指的就是“大炮”和“大炮操作手”。这便是在九圣时代期间的军事技术。
即使在服饰文明方面，印尼女性裹身服（kemben，没有带子的服装）和爪哇男装（surjan）等服饰都是在九圣时代出现的。反之，在满者伯夷时代，人们并没有完整地着装。这在整个努山塔拉的每个古庙的浮雕作品中都能被见到。在这些浮雕中，男男女女都是袒胸露乳的。
满者伯夷著名的傀儡表演是“画卷傀儡戏”（Wayang Beber），而在九圣时代的则是“皮影戏”（Wayang Kulit）。九圣还将《摩诃婆罗多》的故事改成了他们自己版本。这个版本和印度的原版有所不同。在印度的版本中，五个般度族人有一个妻子，黑公主。这意味着一妻多夫的概念。九圣修改了这一概念，他们说黑公主是长兄坚战的妻子。老二怖军（梵语：Bhīma，爪哇语称：Werkudara）有一位叫作阿琳比（Arimbi）的妻子，之后他又再娶了提毗·娜加吉妮（Dewi Nagagini），有了孩子安塔勒查（Antareja）和安塔塞纳（Antasena），等等。这说明了所有的般度族人都是一夫多妻的。而在原版中，黑公主却与五个般度族人是一妻多夫的。类似的情况也在《罗摩衍那》的故事中。哈奴曼有两个父亲，分别是计舍里国王和伐由神。根据九圣的改编，哈奴曼被提到是伐由神的儿子。九圣甚至创造了一个族谱来表示诸神都是阿丹的后裔。这些在梭罗的“傀儡控制法”（Pakem Pewayangan）中的“古傀儡戏”（Ringgit Purwa）中的“古代列王书”（Pustaka Raja Purwa）中都能被见到。“傀儡控制法”是给爪哇的每个傀儡师的控制法。所以，爪哇的傀儡操作者们使用的这个控制法是来自九圣的控制法（Pakem），而非来自印度的。如此的傀儡表演场景，不仅是一种娱乐，而且在九圣宣传伊斯兰教时，它还有指导的作用。
在文学方面，满者伯夷王国已经创造了长篇叙事诗（Kakawin）和爪哇韵律诗（Kidung）。之后，九圣写作了多种歌曲，从而使得他们的文学变得兴盛。这些歌有“大歌”（Tembang Gedhe）、“中歌”（Tembang Tengahan）和“短歌”（Tembang Alit）。“四四读”（Macapat）这种诗歌繁荣于海岸地区。长篇叙事诗（Kakawin）和爪哇韵律诗（Kidung）只有诗人才能明白。而那些“歌”（Tembang），即使是文盲也能理解。这便是九圣通过艺术与文化来传教的方法。
九圣宣教的另一个例子就是“公共宴会”（Slametan）。它是由苏南·博南发展出的，并在之后被其他的“苏南”们遵循。努桑塔拉群岛的诸王们曾经信奉的宗教是密宗（怛特罗密教）。在这个怛特罗密教中有一个教派叫作拜拉瓦-怛特罗派（Bhairawa Tantra），它崇拜大地女神、突伽女神、迦梨女神，以及其他的神。他们有一个仪式。在仪式中，他们会创造出一个叫“区域”（Ksetra）的圈子。满者伯夷最大的一个“区域”是克塞特拉拉亚（Ksetralaya），这个地方今天叫作特罗洛约（Troloyo）。
这个仪式典礼本身叫作“五种享乐”的侍奉（Upacara）。“五种享乐”又叫“5个M”（Lima M）仪式，即“肉”（Mamsya）、“鱼”（摩蹉，Matsya）、“酒”（Madya）、“性交”（含蓄性交，Maithuna），以及“冥想”（手印，Mudra）。男人们和女人们组成一个圈子并且全都赤身裸体。在中间，会提供有肉、鱼和酒。在吃好喝好之后，他们进行性交（含蓄性交）。在满足了各种渴求之后，他们再进行沉思。而为了达到更高的境界，他们会使用人肉来替代普通的肉以完成“肉之享乐”，用鲨鱼（sura）肉来完成“鱼之享乐”，并用人血来替代酒以完成“酒之享乐”。
在雅加达的印度尼西亚国家博物馆，有一个人物雕塑。这个人叫作阿迪特亚瓦尔曼。这个雕塑高达3米并竖立在一堆头骨上面。他是拜拉瓦-怛特罗派的祭司，即执行“5个M”教义的人。他被举行了就职仪式并随后成为了拜拉瓦祭司，得到了“世界统治者”（Wisesa Dharani）的头衔。这个雕塑描绘的是他坐在数百人的尸体堆上，喝着血，并喧嚣地笑着。
目睹了这样的情景之后，苏南·博南创造了一个类似的事件。他进入了谏义里的拜拉瓦-怛特罗派中心。作为拜拉瓦-怛特罗派（Bhairawa Tantra）曾经的中心，怪不得有个口号说，今天的谏义里市就是占达比拉瓦（Canda Bhirawa）。苏南·博南在谏义里传教期间，他待在了河流西边，安褥的辛卡尔村（Singkal）。在那里，他举行了一个类似的典礼。他创造了类似的圈子，但是所有的参与者都是男性。圈子中心有着食物，随后他们一起祈祷。这就叫作“欢庆传统”（Kenduri）或“公共宴会”（Slametan）。它一村又一村地发展，来和“5个M”（“五种享乐”）典礼相较量。因此，作为脉轮自在（Cakreswara）的领袖或伊玛目，苏南·博南也被叫作苏南·瓦达特·扎克拉瓦蒂（Sunan Wadat Cakrawati）。
因此，在乡村地区，一个人如果已经陈述了伊斯兰教的教条，行了割礼，并且参加了“公共宴会”，那么他就能被认为是一个穆斯林。所以“5个M”原本并不是“偷窃”（Maling）、“赌博”（Maen）、“通奸”（Madon）、“抽鸦片”（Madat）和“酗酒”（Mendem），而是“五种享乐”中的那五个元素。伊斯兰教之后甚至发展得更快了，因为人们不想要他们的孩子在拜拉瓦-怛特罗中被牺牲。于是，他们更愿意加入“公共宴会”（Slametan），以求得“安全”（slamet）。这就是九圣不用暴力传播伊斯兰教的方式。
总之，从公元674年直到1470年的九圣时代，伊斯兰教进入这片群岛大约有800年了，但是还未被全社会所接受。之后，是在九圣时代之后，伊斯兰教在这片群岛才发展得如此广泛。而直到现在，九圣的教义仍然被多数印度尼西亚穆斯林执行。

### 西爪哇
皮雷斯的《东方志》报道称，在他那个时代，说巽他语的西爪哇人不是穆斯林，而且他们甚至还对伊斯兰教怀有敌意。之后在16世纪，发生了穆斯林对该地区的征服。在16世纪早期，中爪哇和东爪哇（爪哇人的故土）仍然被生活在东爪哇内部的达哈（谏义里）的印度教-佛教国王所宣称所有。不过，北部海岸的人们是穆斯林们，甚至远至泗水也是如此。并且这些人经常与内地交战。在这些海岸穆斯林的领主当中，一些人是已经接受了伊斯兰教的爪哇人，而其他人则起初并不是爪哇人，而是那些定居在沿岸地区，建立了贸易路线的穆斯林贸易者们，其中包括中国人、印度人、阿拉伯人和马来人。根据皮雷斯所述，这些拓荒者们和他们的后代非常欣赏爪哇的印度教-佛教文化，以至于他们模仿了爪哇的方式，并且因此，他们自己也成为了爪哇人。
马丁·范·布雷内森（Martin van Bruinessen）在他对万丹苏丹国的研究中，特别关注了神秘主义者和王室成员之间的联系，比较了万丹的伊斯兰化的过程和爪哇别的地方的伊斯兰化的过程，并且万丹的胜过了别处的：“在万丹这个案例中，本土的来源与塔里卡相联系上，靠的不是贸易或贸易者，而是国王、魔力和政治合法化。”他提交了证据，证明了苏南·古农查蒂被接纳到了苏非派中的库卜拉教团、沙塔尔教团和纳克什班德教团。

### 其他地区
并没有证据表示在16世纪之前，在爪哇、苏门答腊、马鲁古的特尔纳特苏丹国和蒂多雷苏丹国，以及文莱和马来半岛之外的地区，有印度尼西亚人接收了伊斯兰教。

## 印度尼西亚人与马来人的传说故事
尽管伊斯兰教在印度尼西亚各地区确立的时间结构能够被明明白白地确定，但是史学的原始资料并不能回答许多特殊的问题，并且围绕这个主题，还有着相当多的争论。这些原始资料并不能解释为什么印度尼西亚人皈依伊斯兰教这样重大的事情直到外国穆斯林造访印度尼西亚并这里生活了几个世纪之后才开始发生，它们也并没有充分地解释印度尼西亚的伊斯兰教的有特性的气质的来源和发展，或者伊斯兰教如何成为了印度尼西亚的占支配地位的宗教。:8为了填补这些空白，许多学者转向了马来人和印度尼西亚人的与印度尼西亚人皈依伊斯兰教相关的传说。里克莱夫斯主张说，尽管它们不是关于真实事件的可信的史学记述，但是在阐明这些事件中的一些时，它们是有价值的——通过它们分享的关于学习的本质与魔法力量，外来起源与早期导师的贸易联系，还有从菁英阶层自上而下地信仰转变的过程的看法。这些传说还对之后的各代印度尼西亚人如何看待伊斯兰化，提供了它们的看法。:8–11这些原始资料包括：
- 《帕赛列王故事》（Hikayat Raja-raja Pasai）——一部古马来语（英语：History of the Malay language#Old Malay (7th to 14th century)）文本，讲述了伊斯兰教是如何来到“苏木都剌”（Samudra）（苏门答腊北部的帕赛）的。第一个印度尼西亚人伊斯兰教国家就是在此建立的。
- 《马来纪年》（Sejarah Melayu）——一部古马来语文，跟《帕赛列王故事》一样，讲述了苏木都剌的信仰转变的故事，但还讲述了马六甲国王的信仰转变。
- 《爪哇大地史》（Babad Tanah Jawi）——大量手写本的一个统称，在它当中，爪哇人的第一次信仰转变被归因于“九圣”（九位圣人）。
- 《万丹历史》（Sejarah Banten，万丹的历史）——一部爪哇语文本，包含了信仰转变的故事。

在提到的这些文本里面，其中的马来语文本，通过正式的、明确的信仰转变的标记，将信仰转变的过程描写为了一个重大的分水岭。这些标记包括割礼、信仰声明，以及采用阿拉伯语名字等。另一方面，在爪哇人对伊斯兰化的记述中，魔法事件仍然扮演着显著的角色，然而在马来人的文本中，在记述信仰转变这样的转折点时，魔法事件的影响则并不明显。这就暗示了爪哇人在接受伊斯兰教时有一个更具吸附性的过程。:9也就是说，在同时代的爪哇伊斯兰教中，始终都有着显著地巨大的统合元素，而相比之下，苏门答腊和马来西亚的伊斯兰教则相对地正统。

## 东印度群岛各苏丹国的旗帜与徽章

万丹苏丹国
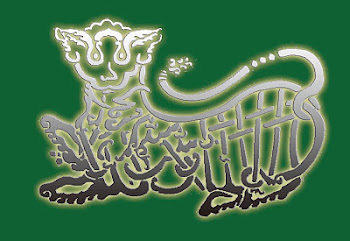
井里汶苏丹国
日惹苏丹国
马打兰苏丹国
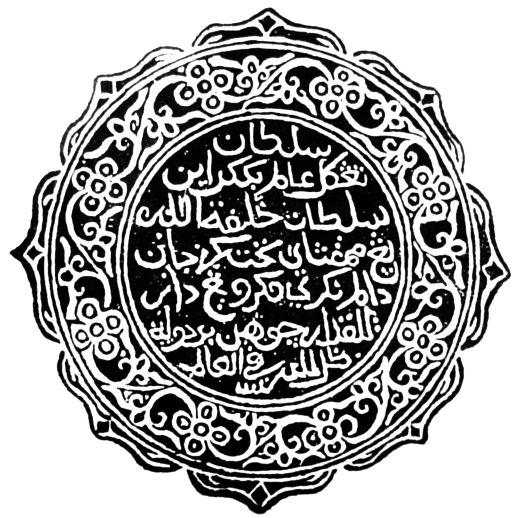
帕加鲁永王国（英语：Pagaruyung Kingdom）（米南卡保人）
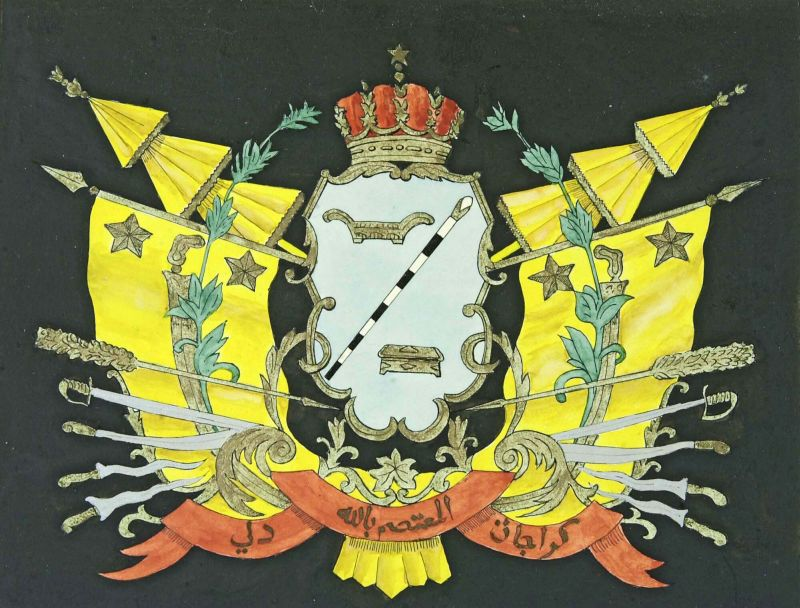
日里苏丹国（英语：Sultanate of Deli）
亚齐苏丹国
戈瓦苏丹国
苏腊卡尔塔苏南国（英语：Surakarta Sunanate）
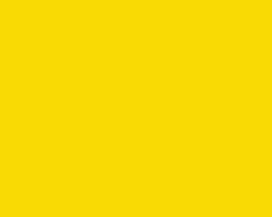
淡目苏丹国